# William M. Murdoch

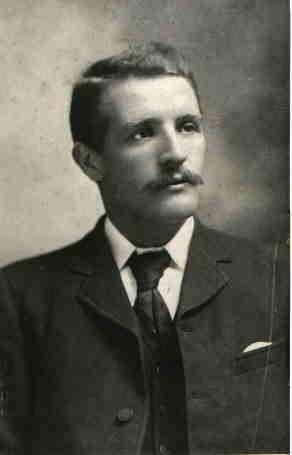
William M. Murdoch

William McMaster Murdoch (* 28. Februar 1873 in Dalbeattie, Dumfries and Galloway, Schottland; † 15. April 1912 im Nordatlantik beim Untergang der Titanic) war der Erste Offizier der Titanic und kam bei deren Untergang ums Leben.

## Werdegang
William Murdoch war der vierte Sohn von Samual Murdoch und Jane „Jeannie“ Muirhead. Er kam aus einer Familie mit einer langen Seefahrertradition und schlug ebenfalls diesen Berufsweg ein. Nachdem er zunächst auf einigen Segelschiffen gedient hatte, heuerte Murdoch 1900 bei der White Star Line an und diente unter anderem auf der Medic und der Runic, die in den australischen Gewässern verkehrten. 1903 lernte er auf einer seiner Fahrten die Lehrerin Ada Florence Banks aus Neuseeland kennen, die er 1907 heiratete. Zu diesem Zeitpunkt war er bereits auf die atlantischen Dampfer versetzt worden. Dazu zählten die Schiffe Arabic, Celtic, Germanic, Oceanic, Cedric, Adriatic, Olympic und schließlich die Titanic.
Auf der Titanic war Murdoch zunächst Leitender Offizier und damit der ranghöchste Offizier an Bord nach dem Kapitän. Kurz vor der Jungfernfahrt des Schiffs ernannte Kapitän Edward John Smith jedoch Henry T. Wilde, der zuvor mit Smith auf der Olympic gedient hatte, zu seinem Leitenden Offizier. Dies hatte zur Folge, dass Murdoch auf den Rang des Ersten Offiziers weichen musste.

## Untergang derTitanic
Am Abend des 14. April 1912 hatte Murdoch um 22:00 Uhr die Brückenwache vom Zweiten Offizier Charles Lightoller übernommen. Er befand sich also im Dienst, als die Titanic um 23:39 Uhr auf Kollisionskurs mit einem Eisberg lag. Nachdem der Sechste Offizier James P. Moody vom Krähennest die Meldung „Eisberg direkt voraus!“ erhalten und umgehend an Murdoch weitergeleitet hatte, reagierte dieser sofort. Er legte den Maschinentelegrafen um und ließ die Maschinen volle Kraft zurück laufen. Gleichzeitig wies er den Rudergänger Robert Hichens mit dem Steuerkommando „Hart Steuerbord“ an, nach Backbord abzudrehen. Dann zog er den Hebel, um die Schotten der wasserdichten Abteilungen im Schiffsbauch zu schließen. Die Kollision ließ sich jedoch nicht mehr verhindern. 
Inwieweit diese Version des versuchten Ausweichmanövers den tatsächlichen Ereignissen entspricht, lässt sich allerdings nicht mit Gewissheit belegen, da sich die Aussagen mancher Personen zum Teil widersprechen. So sollen insbesondere entgegen dem angeblichen Maschinenbefehl „Voll Achteraus“ die Telegrafen im Maschinenraum und den Kesselräumen auf „Stop“ gestanden haben.
Später überwachte Murdoch auf Anweisung des Kapitäns die Evakuierung des Schiffs auf der Steuerbordseite. Murdoch legte den Befehl „Frauen und Kinder zuerst“ nicht so streng aus wie zum Beispiel Lightoller. Daher hatten bei ihm Männer weniger Probleme, in ein Rettungsboot zu gelangen. Nach Aussagen Jack Thayers erschoss er allerdings zwei Passagiere, die sich nicht an seine Anweisungen gehalten hatten. Kurz darauf soll er sich selbst durch einen Kopfschuss gerichtet haben. Dies ist allerdings bis heute umstritten und wird von mehreren Quellen anders dargestellt. So gibt es unter anderem mehrere Aussagen von Personen, darunter Charles Lightoller, die behaupteten, Murdoch noch am Faltboot A gesehen zu haben, als er vom aufsteigenden Wasser ins Meer gespült wurde. Einer der Überlebenden, der Funker Harold Bride, sagte später, er habe Murdoch zuletzt in der Nähe des kieloben treibenden Faltbootes B gesehen und Murdoch sei im Wasser gestorben. Seine Leiche wurde nie gefunden.

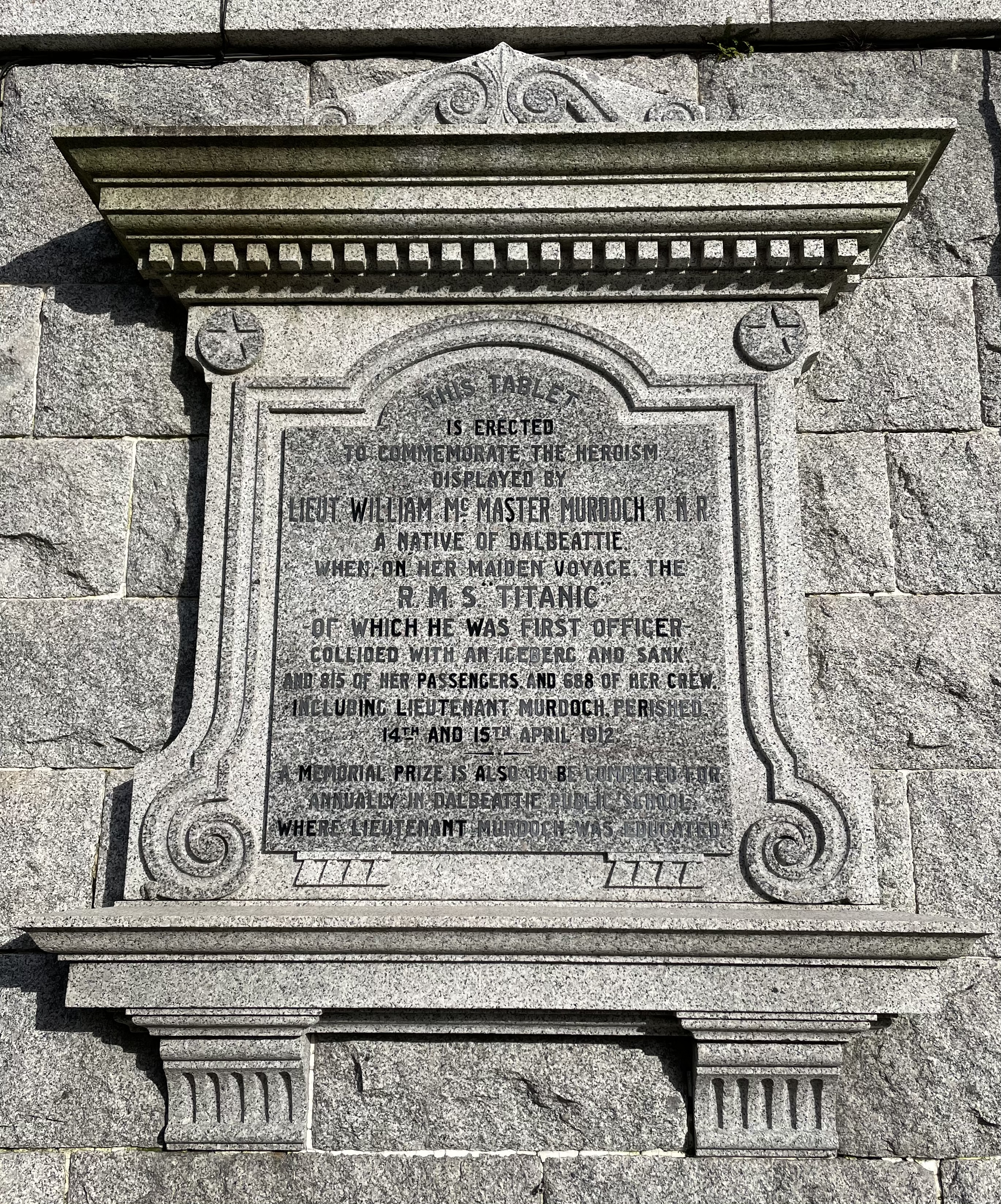
William M. Murdoch Memorial in Dalbeattie

Zum Gedenken an William M. Murdoch wurde in seiner Heimatstadt Dalbeattie ein Gedenkstein errichtet. Weiterhin wird ein nach ihm benannter Preis für wohltätige Zwecke vergeben.

## Medien
In der Titanic-Verfilmung von 1997 wurde Murdoch von Ewan Stewart verkörpert. Der Film zeigt, wie Murdoch Menschen erschießt und sich selbst umbringt, was nicht sicher belegt ist. Es kam Kritik an dieser Darstellung auf, auch von Murdochs Familie. Regisseur James Cameron reagierte mit einer Entschuldigung.